# Liste der Gouverneure Dänisch-Westindiens
Diese Liste beinhaltet sämtliche Gouverneure Dänisch-Westindiens.

## Gouverneure von St. Thomas
Die Westindien-Guinea-Kompanie kaufte St. Thomas 1672.
- Jørgen Iversen Dyppel (25. Mai 1672 – 4. Juli 1680)
- Nicolai Esmit (4. Juli 1680 – November 1682)
- Adolph Esmit (November 1682 – 7. Maj 1684)

## Gouverneure von St. Thomas und St. Jan
Die Westindien-Guinea-Kompanie erhob seit 1683 Anspruch auf St. Jan und kolonialisierte die Insel 1718.
- Gabriel Milan, (7. Mai 1684 – 27. Februar 1686)
- Mikkel Mikkelsen, interim (27. Februar 1686 – 29. Juni 1686)
- Christopher Heins (29. Juni 1686 – März 1687)
- Adolph Esmit, interim (März 1687 – Oktober 1688)
- Christopher Heins (Oktober 1688 – Oktober 1689)
- Johan Lorensen (Oktober 1689 – 17. September 1692)
- Frans de la Vigne (17. September 1692 – 7. April 1693)
- Johan Lorensen (7. April 1693 – 19. Februar 1702)
- Claus Hansen (19. Februar 1702 – 8. Februar 1706)
- Joachim Melchior von Holten (8. Februar 1706 – 21. Dezember 1708)
- Diderich Mogensen, interim (21. Dezember 1708 – 1710)
- Mikkel Knudsen Crone, (1710 – 8. August 1716)
- Erich Bredal, (8. August 1716 – April 1724)
- Otto Jacob Thambsen, (1. Mai 1724 – 18. September 1724)
- Frederik Moth, (19. September 1724 – Mai 1727)
- Hendrich von Suhm, (Mai 1727 – 21. Februar 1733)
- Philip Gardelin, (21. Februar 1733 – 21. Februar 1736)
- Frederik Moth (21. Februar 1736 – 13. April 1744) – zugleich Gouverneur von St. Croix
- Jacob Schönemann, (1740 – 1744)
- Christian von Schweder, (13. April 1744 – 25. April 1747)
- Christian Suhm, (25. April 1747 – 1758)

## Gouverneure von St. Croix
Saint Croix wurde 1733 von der französischen Westindienkompanie gekauft.
- Frederik Moth, Gouverneur auf St. Croix (8. Januar 1735 – 1746)
- Gregers Høg Nissen, Interimsleiter für St. Croix (24. Februar 1736 – 16. April 1744)
- Paul Lindemark,  Interimsleiter für St. Croix  (16. April 1744 – 15. Mai 1747)
- Jens Hansen,  Gouverneur auf St. Croix (15. Mai 1747 – Dezember 1751)
- Peter Clausen,  Gouverneur auf St. Croix (Dezember 1751 – 1758)

1755 wurde Dänisch-Westindien von der Westindien-Guinea-Kompanie an Friedrich V. verkauft und wurde dadurch zur Kronkolonie. St. Croix wurde danach vom Generalgouverneur Dänisch-Westindiens geleitet.

## Kronkoloniegouverneure
- Christian Leberecht von Pröck, Generalgouverneur für St. Thomas und St. Jan (1756 – 1766), seit 1758 auch von St. Croix
  - Harrien Felschauer, Gouverneur auf St. Thomas und St. Jan (1758 – 1760)
  - Johan Georg von John, Gouverneur auf St. Thomas und St. Jan (1760 – April 1764)
  - Ditlev Wilhelm Wildthagen, Gouverneur auf St. Thomas und St. Jan (April 1764 – November 1764)
  - Peter Gyntelberg, Gouverneur auf St. Thomas und St. Jan (November 1764 – 1765)
  - Ulrich Wilhelm von Roepstorff, Gouverneur auf St. Thomas und St. Jan (1765 – 1766)
- Peter Clausen, Generalgouverneur (1766 – 1771)
  - Jens Nielsen Kragh, Gouverneur auf St. Thomas und St. Jan (1766 – 1773)
- Frederik Christian Moth, Generalgouverneur (1770 – 1772)
- Ulrich Wilhelm von Roepstorff, Generalgouverneur (1772 – 1773)
- Heinrich Ludwig Ernst von Schimmelmann, Generalgouverneur (Juli 1773 – Oktober 1773)
  - Thomas de Malleville, Gouverneur auf St. Thomas und St. Jan (1773 – 1796)
- Peter Clausen (Generalgouverneur), Generalguvernør (Oktober 1773 – 1784)
- Heinrich Ludwig Ernst von Schimmelmann, Generalgouverneur (1784 – 1787)
- Ernst Frederik von Walterstorff, Generalgouverneur (1787 – 1794)
- Wilhelm Anton Lindemann, Generalgouverneur (1794 – 1796)
- Thomas de Malleville, Generalgouverneur (1796 – 1799)
  - Balthazar Frederik Mühlenfels, Gouverneur auf St. Thomas und St. Jan (1796 – 1800)
- Wilhelm Anton Lindemann, Generalgouverneur (1799 – 31. März 1801)
  - Casimir Wilhelm von Scholten, Gouverneur auf St. Thomas und St. Jan (1800 – März 1801)
  - John Clayton Cowell, Gouverneur auf St. Thomas und St. Jan (31. März 1801 – 27. März 1802) – britische Besetzung
- Ernst Frederik von Walterstorff, Generalgouverneur (16. Februar 1802 – 27. Oktober 1802)
- Balthazar Frederik Mühlenfels, Generalgouverneur (27. Oktober 1802 – 1807)
  - Willum von Rømeling, Gouverneur für St. Thomas und St. Jan (27. März 1802 – 1803)
  - Casimir Wilhelm von Scholten, Gouverneur auf St. Thomas und St. Jan (1803 – Dezember 1807)
- Hans Christopher Lillienskjøld, Generalgouverneur (März 1807 – Dezember 1807)
- Henry Bowyer, Generalgouverneur (Dezember 1807 – 1808)
  - Guvernør McLean, Gouverneur auf St. Thomas und St. Jan (Dezember 1807 – 20. November 1815) – britische Besetzung
- Peter Lotharius von Oxholm, Generalgouverneur (1815 – 1816)
  - Christian Ludvig von Holten, Gouverneur auf St. Thomas und St. Jan (20. November 1815 – 1818)
- Johan Henrik von Stabel, Generalgouverneur (Mai 1816 – Juli 1816)
- Adrian Benjamin Bentzon, Generalgouverneur (1816 – 1820)
  - Peter von Scholten, Gouverneur auf St. Thomas und St. Jan (1818 – 1820)
- Carl Adolph Rothe, Generalgouverneur (1820 – 1822)
  - Christian Ludvig von Holten, Gouverneur auf St. Thomas und St. Jan (Februar 1920 – März 1820)
  - Peter von Scholten, Gouverneur auf St. Thomas und St. Jan (April 1820 – Juli 1820)
  - Carl Gottlieb Fleischer, Gouverneur auf St. Thomas und St. Jan (1820 – 1822)
- Johan Frederik Bardenfleth, Generalgouverneur (1822 – 1827)
  - Carl Vilhelm Jessen, Gouverneur auf St. Thomas und St. Jan (1822 – 1823)
  - Peter von Scholten, Gouverneur auf St. Thomas und St. Jan (1823 – 1826)
  - Johannes Søbøtker, Gouverneur auf St. Thomas und St. Jan (1826 – 1829)
- Peter von Scholten, Generalgouverneur (1827 – Juli 1848)
  - Frederik Ludvig Christian Pentz Rosenørn, Gouverneur auf St. Thomas und St. Jan (1830 – 1834)
  - Frederik von Oxholm, Gouverneur auf St. Thomas und St. Jan (1834 – 1836)
  - Johannes Søbøtker, Gouverneur auf St. Thomas und St. Jan (1836 – 1848)
- Frederik von Oxholm, amtierender Generalgouverneur (Juli 1848 – November 1848)
  - Hans Hendrik Berg, Gouverneur auf St. Thomas und St. Jan (1848)
- Peter Hansen, Regierungskommissar / vorübergehender Gouverneur (November 1848 – 1851)
  - Frederik von Oxholm, Gouverneur auf St. Thomas und St. Jan (1848 – 1852)
- Hans Ditmar Frederik Feddersen, Generalgouverneur (1851 – 1855)
  - Hans Hendrik Berg, Gouverneur auf St. Thomas und St. Jan (1853 – 1862)
- Johan Frederik Schlegel, Generalgouverneur (1855 – 1861)
- Vilhelm Ludvig Birch, Generalgouverneur (1861 – 1871)
- John Christmas, Generalgouverneur (Februar 1871 – Juni 1871)
- Frantz Ernst Bille, amtierender Generalgouverneur (Juni 1871 – Juli 1872)
- Johan August Stakeman, amtierender Generalgouverneur (Juli 1872 – September 1872)
- Janus August Garde, Generalgouverneur (September 1872 – 1881)
- Christian Henrik Arendrup, Generalgouverneur (1881 – 1893)
- Carl Emil Hedemann, Generalgouverneur (1893 – 1903)
- Herman August Jürs, Generalgouverneur (1903 – 1904)
- Frederik Theodor Martin Mortensen Nordlien, Generalgouverneur (1904 – 1905)
- Christian Magdalus Thestrup Cold, Generalgouverneur (1905 – 1908)
- Peter Carl Limpricht, Generalgouverneur (1908 – 1911)
- Lars Christian Helweg-Larsen, Generalgouverneur (1911 – 3. Oktober 1916)
- Henri Konow, amtierender Generalgouverneur (3. Oktober 1916 – 31. März 1917)

Dänisch-Westindien wurde am 12. Dezember 1916 an die Vereinigten Staaten verkauft und am 31. März 1917 an die Vereinigten Staaten übergeben. Der erste Gouverneur der US-Amerikaner war Edwin Taylor Pollock.